# Nancy Morgan
Nancy Karen Morgan (* 1. April 1949 in Minneapolis, Minnesota) ist eine US-amerikanische Schauspielerin.

## Leben
Nancy Morgan wurde 1949 in Minneapolis, im US-Bundesstaat Minnesota geboren. Sie ist die Tochter von Samuel A. Morgan Jr. und Marjorie Greenfielt. Sie ist eine Nichte von John „Red“ Morgan, der 1943 für seine Taten im Zweiten Weltkrieg die Medal of Honor erhielt.
Morgan spielte mit Ron Howard in Howards Regiedebüt Grand Theft Auto und war mit dem italienischen Filmstar Terence Hill in dem Spielfilm Lucky Luke und der nachfolgenden europäischen Fernsehserie rund um den Comichelden Lucky Luke zu sehen.
Morgan war von 1977 bis 1996 mit dem Schauspieler John Ritter verheiratet. Sie haben drei Kinder (Jason (geb. 1980), Carly (geb. 1982) und Tyler (geb. 1985)).

## Filmografie
- 1975: Lucas Tanner
- 1975: Medical Center
- 1976: McMillan and Wife
- 1976: Shazam!
- 1976: Fraternity Row
- 1977: Grand Theft Auto
- 1977: Tattletales
- 1977: The San Pedro Beach Bums
- 1978: Americathon
- 1978: Good Times
- 1978: Backstairs at the White House
- 1980: Pray TV
- 1982: Romance Theatre
- 1982: Noch Fragen Arnold? (Diff’rent Strokes)
- 1983: Love Boat (The Love Boat)
- 1988: Inspektor Hooperman (Hooperman)
- 1988: The Nest
- 1988: Tricks of the Trade
- 1988: Behind God’s Back
- 1990: The Dreamer of Oz: The L. Frank Baum Story
- 1991: Lucky Luke
- 1992: Lucky Luke (Fernsehserie)
- 2008: Good Dick
- 2014: Boston
- 2015: Worthy
- 2015: Monday Night Shakespeare
- 2018: Break a Hip
- 2020: Life’s a Bit